# Jun’ichi Saga
Jun’ichi Saga (jap. 佐賀 純一, Saga Jun’ichi; * 1941 in Japan) ist ein japanischer Buchautor, der an der Keiō-Universität in Medizin promovierte und im nordöstlich von Tokio gelegenen Tsuchiura (Präfektur Ibaraki) eine Arztpraxis unterhält. 
In seiner Arbeit als Autor lässt er sich von seinen zumeist älteren Patienten inspirieren, deren Erzählungen er für seine Buchprojekte als Notizen festhält. Für ein dokumentarisches Buch, das die Emigration der Japaner nach Hawaii nachgezeichnet hat, erhielt er den NHK Prize und sein Buch Memories of Silk wurde von der ausländischen Presse in Japan als Buch des Jahres ausgezeichnet. Sein Buch Confessions of a Yakuza diente als unautorisierte Vorlage für Bob Dylans "Love and Theft" Album von 2001. Saga nahm Dylan die unautorisierte Benutzung seiner Texte aber nicht übel, sondern freute sich Presseberichten zufolge darüber, dass sein Werk als Inspirationsquelle dienen durfte. 

## Werke
- Confessions of a Yakuza, Kodansha International 1991, ISBN 978-4-7700-1948-6 (englisch)
  - dt. Der Yakuza, Edition Peperkorn, Göttingen 1995, ISBN 3-929181-04-5
- Memories of Silk and Straw. Self-portrait of Small Town Japan, Kodansha Europe 1990, ISBN 978-0-87011-988-0 (englisch)
  - dt. Von Stroh und Seide, Edition Peperkorn, Göttingen 1994, ISBN 3-929181-03-7
- Memories of Wind and Waves. A Self-Portrait of Lakeside Japan. Country Life Around a Lake in Japan, Kodansha Europe 2002, ISBN 978-4-7700-2758-0 (englisch)